# Grêmio Recreativo Serrano
Il Grêmio Recreativo Serrano, noto anche semplicemente come Serrano, è una società calcistica brasiliana con sede nella città di Campina Grande, nello stato della Paraíba.

## Storia
Precedentemente con sede a Serra Redonda, il club è entrato a far parte della Liga Campinense de Futebol (LCF) nel 1993. Nel 1998 è diventato professionistico, unendosi alla Federação Paraibana de Futebol e alla Federazione calcistica del Brasile.
Ha giocato in Prima Divisione dal 1999 al 2003. È tornato a partecipare ad una competizione ufficiale nel 2005, gareggiando in Seconda Divisione.